# Графичка радионица Сићево
Графичка радионица Сићево (ГРС) (енгл. Sićevo printmaking Workshop) уметничка је манифестација, међународног карактера, основана 2005. године, у селу Сићево, у истом простору у коме се одржава и Ликовна колонија Сићево, у живописној Сићевачкој клисури, 18 километара источно од Ниша. ГРС чини један од интегралних сегмент годишњих планова и активности Галерије савремене ликовне уметности у Нишу, под чијим се окриљем у селу Сићево организује окупљање графичара из целог света. Графичка радионица Сићево отворена је за уметнике различитих генерација и естетских опредељења, са различитим креативним приступима медију графике.
Захваљујући уметничким креацијама учесника ГРС Галерија савремене ликовне уметности у Нишу формирала је импозантан ликовни фонд графика који данас чини збирка преко 200 дела значајне уметничке вредности, српских и иностраних аутора, која пружају, не само сажет пресек кроз развој графичког медија на простору Србије, него и приказ најновијих достигнућа на светској графичкој сцени.

## Циљ и значај
Галерија савремене ликовне уметности Ниш, организацијом, две Графичке радионице (колоније) у селу Сићево, пролећне и јесење у трајању од по недељу дана, за културни живот Града Ниша и Југа Србије, остварила је три инвентивна, али и логична циља:
Прво, позивање графичара из Србије и иностранства на гостовање у ову својеврсну радионицу, био је сасвим разуман корак Галерија савремене ликовне уметности Ниш, да се у Град Ниш, у коме више деценија уназад, постоји веома комуникативна и гостољубива заједница уметника Нишки графички круг, који традиционално негује уметност графике, зачет кроз школовање будућих уметника-графичара у традиционалној и квалитетној нишкој Уметничкој школи „Ђорђе Крстић“, доведе што већи број графичара из земље и иностранства на гостовање и размену искустава и техника рада.
Друго, како је данас већ историјски гледано, зграда Ликовне колоније Сићево коју настањују уметници редовних сликарских сазива једном годишње, већи део године празна, а иста поседује сав потребан комфор, укључујући драгоцене просторе опремљене неопходниим инвентаром за рад сликара и графичара, рационално искористи, што већи број дана у години, за боравак ликовних уметника.
Треће, да се правилно искористи положај, зграде ЛКС и села Сићева, који је у једном од најживописнијих предела Србије, Сићевачкој клисури, и уметницима пружи непосредна мотивација и инспирација, за кретивни рад, лепотом природе и њених живописних предела, у различитим годишњим добима, „која одзвања одасвуд и неминовно подиже стваралачки адреналин у крви уметника“. 

## О радионици
Галерија савремене ликовне уметности Ниш 2005. године, покренула је иницијативу, створила услове и организовала почетак рада прве Графичке радионице Сићево, у згради старе основне школе у селу Сићеву, у истом простору у коме се деценијама уназад одржава традиционална међународна Ликовна колонија Сићево.
Први сазив Графичке радионице у Сићеву организован је 2006. године, а првобитни план Галерије СЛУ да се радионица реализује у два одвојена термина, у пролеће и у јесен, промењен је маја 2008. године. Користећи се позитивним искуствима сродних графичких манифестација, са намером да се планиране активности прилагоде могућностима, Галерија се тада определила за организовање годишњих, мајских окупљања графичара.
Од свог оснивања Графичка радионица Сићево током целе године доступна је за боравак и рад свих заинтересованих уметника-графичара из Србије а од 2008. године и графичара из других земаља света. Организовани боравак уметника у ГРС, у начелу се одвија у трајању од по седам дана, а сваки сазив има најмање по четири уметника.
Уметнички савет Галерије савремене ликовне уметности Ниш врши одабир уметника, при чему настоји да састав учесника, Графичке радионицае задржи међународни карактер и окупи ауторе који потичу из различитих културних миљеа.
Током заједничког седмодневног боравка у Сићеву уметници раде у техникама дубоке или високе штампе и размењују искуства везана за приступ графици, техникама рада на матрици и особеностима штампе.
Боравак и рад уметника у графичкој радионици, који је регулисан у складу са Правилником радионице, организује Галерија савремене ликовне уметности Ниш уз помоћ мештана села Сићева, Града Ниш и Министарства културе Републике Србије.
Уметницима за време боравка у ГРС обезбеђен је комфоран смештај у двокреветним собама, у згради Ликовне колоније Сићево у истоименом селу, у за ту намену адаптираној згради старе сеоске основне школе. У објекту постоје, сви услови за спремање и поделу оброка хране и две просторије, довољно простране за оптималан рад графичара.
Зграда Ликовне колоније и Графичке радионице налази се у централном делу села Сићево, удаљена 18 km источно од Ниша, и два километра североисточно од међународног путног правца Ниш — Софија, на југоистичним падинама брда Голеша, у живописним пределима Сићевачке клисуре.
За време радног боравка у Сићеву уметници организују посебне курсеве и предавања (нпр. о ручно прављеном папиру или о техникама фото-гравуре и јапанског дрвореза) и приређују јавну презентацију израде графичког листа, као и нове приступе у техникама дубоке штампе. Том приликом у згради и дворишту радионице у Сићеву окупљају се сви заинтересовани, уметници, представници средстава јавног информисања и поштоваоци графике, са простора Ниша, Југа Србије и шире.
По окончању рада уметника, ГРС организује се конференција за медије на којој учесници износе своја искуства из Сићева и ширу јавност упознају са графикама насталим у Графичкој радионици Сићево.
Једном годишње Галерије савремене ликовне уметности Ниш организује изложба дела свих учесника ГРС, у једној од својих галерија у Нишу, а према потреби и у галеријама у другим градовима Србије.

## Збирка ГРС
Боравак и рад сваког уметника евидентира се и документује комплетним подацима о аутору и делима насталим у ГРС. У оквиру радног боравка аутори графика у обавези су да од једног клишеа раније урађене графике штампају тираж од 10 или 20 отисака. Половина тиража припада аутору док остатак остаје Галерији СЛУ Ниш за њену збирку графике.
Документациона делатност ГРС одвија се по музеолошким правилима у два правца: 
- Рад на стручној и систематској обради графичке продукције ГРС, њиховој регистрацији и чувању,
- Рад на музеолошкој обради, чувању и инвентарисању графичке збирке ГРС као и података о уметницима који су боравили и радили у ГРС.

Графицку збирку ГРС чине: 
- Графике отиснуте у ГРС (по 2 примерка),
- Графике набављене на други начин (поклони, откупи).

## Учесници ГРС
| Година сазива | Из Србије | Из иностранства |
| ------------- | --- | --- |
| 2015.         | - Вишња Николић из Новог Сада, - Марија Сибиновић из Београда, - Бојан Оташевић из Крагујевца, - Јована Ђорђевић из Лесковца, - Слободан Радојковић из Ниша | - Виктор Хуго Морено Терес (Victor Hugo Moreno Terres из Мексика                                                         |
| 2014.         | - Велизар Крстић из Београда, - Сања Жигић из Новог Сада, - Аница Радошевић из Вршца. - Зоран Костић из Ниша.                                               | - Роберто Ђианинети (Верчели, Италија), - Гијом Масикоте (Шампла, Канада).                                               |
| 2013.         | - Ранка Луцић Јанковић из Београда, - Славољуб Станковић | - Пиа Скогберг из Данске, - Тони Васић из Македоније, - Горица Милетић Омчикус из Републике Српске,                      |
| 2012.         | - Тамара Пејковић из Београда, - Маја Ђуровић из Земуна, - Александар Девић из Нишке Бање.                                                                  | - Елизабет Метје и Жо Ан Ланвил из Канаде - Перниле Андерсен из Данске - Мишел Барзен и Драгана Франсен Бојић из Белгије |
| 2011.         | | |
| 2010          | | |
| 2009.         | | |
| 2008.         | - Јованка Улић из Новог Сада, - Милена Максимовић Ковачевић из Београда, - Бранко Николов из Ниша.                                                          | - Панајотис Калојанис из Халкиде, Грчка.                                                                                 |
| 2007.         | - Љубица Николић, - Сузана Вучковић, - Драган Цоха из Београда, - Миодраг Петровић.                                                                         | |